# Costa de l'Oest d'Eivissa
Costa de l'Oest d'Eivissa este o arie protejată (sit de importanță comunitară — SCI) din Spania întinsă pe o suprafață de 1.276,14 ha, integral marine.

## Localizare
Centrul sitului Costa de l'Oest d'Eivissa este situat la coordonatele 38°52′31″N 1°13′29″E / 38.8753°N 1.2247°E.

## Înființare
Situl Costa de l'Oest d'Eivissa a fost declarat sit de importanță comunitară în aprilie 2004 pentru a proteja 2 specii de animale.

## Biodiversitate
Situată în ecoregiunile marină mediteraneană și mediteraneană, aria protejată conține 1 habitat natural: Straturi cu Posidonia (Posidonion oceanicae).
La baza desemnării sitului se află mai multe specii protejate:
- mamifere (1): delfin mare (Tursiops truncatus)
- reptile (1): Caretta caretta